# Герберт Шмідт
Герберт Шмідт (нім. Herbert Schmidt, 28 січня 1914 — 18 вересня 2002) — німецький академічний веслувальник.
Бронзовий призер Олімпійських Ігор 1936 року в складі вісімки.